# Conchita (Oper)
Conchita ist eine Oper in fünf Bildern des italienischen Komponisten Riccardo Zandonai, komponiert in den Jahren 1909 und 1910. Uraufgeführt am 14. Oktober 1911 in Mailand, stellte sie Zandonais ersten größeren Erfolg dar, und wurde in den Folgejahren einige Male aufgeführt. Heutzutage wird die Oper jedoch kaum noch gespielt. Das Libretto schrieben Maurice Vaucaire und Carlo Zangarini nach der Novelle Le femme et le pantin des Wallonen Pierre Louÿs.

## Handlung

### Erstes Bild
In einer Zigarrenfabrik an einem Sommertag im frühen 20. Jahrhundert
Die Arbeiterinnen, unter ihnen Conchita sind mehr mit Tratschereien als mit ihrer Arbeit beschäftigt. Unter den Besuchern der Fabrik erkennt Conchita Don Mateo, einen reichen Spanier und Verwandten des Gouverneurs, der sie im Winter des vergangenen Jahres vor einem gewalttätigen Polizisten gerettet hatte. Beide erinnern sich sofort aneinander, und Conchita lädt ihn, für einen goldenen „Napoleone“, noch am selben Tag zu sich nach Hause ein.

### Zweites Bild
In Conchitas Heim
Als Conchita ihrer zu Hause wartenden Mutter den schönen und wohlhabenden Mateo vorstellt, ist diese beglückt, dass ein reicher, und guter Mann an ihrer Tochter Interesse gefunden hat. Conchita schickt ihre Mutter, welche sich recht geschwätzig verhält in die Stadt um einige Einkäufe zu machen, um ungestört mit Mateo zu sein. Zu Beginn des folgenden Liebesduetts (Il tuo labbro é di flamma) ist Conchita den Liebesgeständnissen Mateos noch recht skeptisch gegenüber, sie fürchtet, Mateo würde sie nur als ein zeitweiliges „Abenteuer“ sehen. Erst mit einem Versprechen auf ewige Treue und einem Kuss, der das besiegeln soll, gibt sie ihm nach. Sie beschließen, sich am nächsten Tag wiederzusehen, und Conchita verspricht, ab dem nächsten Tag würde sie ihm gehören. Im Weggehen gibt Mateo Conchitas wiederkehrender Mutter aus Mitleid über deren Armut etwas Geld. Als er aus dem Haus fort ist, zeigt Conchitas Mutter ihrer Tochter überglücklich das Geld. Diese ist jedoch entsetzt, da sie wähnt, Mateo wolle ihre Liebe mit Geld kaufen. Sie schwört, egal was es koste, Mateo nie wieder zu sehen und stürzt aus dem Haus.

### Drittes Bild
In einem Tanzlokal
Sechs Monate sind vergangen und Conchita wurde zur umworbenen und umschwärmten Attraktion in einem Tanzlokal, wo Mateo sie endlich nach länger Suche findet. Trotz dessen, dass er gewissermaßen von ihrem Wandel entsetzt ist, fasziniert ihn ihr provokanter Tanz. Überraschenderweise verabredet sie sich für den nächsten Abend mit Mateo.

### Viertes Bild
„Das Gittertor“, eine Straße mit Conchitas Haus
Mateo kam, wie am Vortag ausgemacht, zu dem Haus, in welchem Conchita wohnt, und wo sie ihn hinbestellt hatte. Doch anstatt ihn einzulassen, dreht sie sich um und ruft „Morenito“ in das Haus, der Name eines Mannes, mit dem Mateo sie am Vorabend tanzen sah und verhöhnt Mateo. Nach ihren Verhöhnungen schwankt Mateo von der Bühne.

### Fünftes und letztes Bild
Ein kleines Zimmer im Haus Mateos
Mateo, verzweifelt und niedergeschlagen, erinnert sich an die vergangene Nacht. Nachdem Conchita kommt, bricht ein wilder Streit aus. Mateo schlägt Conchita, doch bevor er ihr schlimmere Gewalttaten antut, besinnt er sich. Conchita bemerkt endlich, wie sehr Mateo sie liebt und gesteht sich endlich ihre Gefühle ein. Sie versichert Mateo, Morenito sei nie ihr Liebhaber gewesen. Sie fallen sich überglücklich in die Arme.

## Geschichte

### Entstehung
Nach der Komposition der Oper Madama Butterfly (1904) suchte Giacomo Puccini nach einem neuen Opernstoff und fand Interesse in Louÿs’ Roman La femme et le pantin. 1906 wurde dann ein Vertrag zur Komposition unterzeichnet, Luigi Illica sollte das Libretto verfassen. Im Folgejahr jedoch entschied sich Puccini gegen den Stoff, da ihm Bedenken bezüglich der Realisierung des Stoffes aufkamen. Hinzu kam, dass Louÿs mit Illicas Umarbeitung unzufrieden war. Puccinis Verleger Ricordi wollte jedoch an dem Stoff festhalten und fand in Zangarini den Librettisten. Zandonai, dessen erste abendfüllende Oper Il grillo del focolare zuvor bei Ricordi erschienen war, wurde mit der Komposition beauftragt. Für die Arbeit an Conchita unterbrach Zandonai die Komposition seiner Oper Melenis und komponierte die ersten zwei Bilder im Spätsommer 1909 in Borgo Sacco, die übrigen zwischen November 1909 und Februar 1910 in Pesaro.

### Rezeption
In der gefeierten Uraufführung der Oper sangen unter anderem Tarquinia Tarquini und Piero Schiavazzi. Die musikalische Leitung hatte Ettore Panizza. Im Folgejahr wurde die Oper in Rom und London gegeben, 1913 gab es Aufführungen in New York und Chicago. Bis Anfang des Zweiten Weltkrieges genoss die Oper zumindest in Italien einige Bekanntheit und Ansehen, danach geriet sie jedoch zunehmend in Vergessenheit. Einige Aufführungen nach dem Krieg waren u. a. 1954 in Rovereto, 1959 in Neapel und 1961 in San Remo.

## Gestaltung

### Instrumentation
Folgende Instrumente werden verlangt:
- Holzbläser: Piccoloflöte, zwei Flöten, zwei Oboen, Englischhorn, zwei Klarinetten, Bassklarinette, zwei Fagotte, Kontrafagott
- Blechbläser: Vier Hörner, drei Trompeten, drei Posaunen, Bassposaune
- Pauken, Schlagwerk: kleine Trommel, große Trommel, Becken, Triangel, Glockenspiel, Kastagnetten, Tamtam
- Celesta
- Harfe
- Streicher
- Bühnenmusik: Triangel, Piccoloflöte, Flöte, zwei Klarinetten in B, zwei Violinen, Klavier mit gedämpften Saiten, ein Kontrabass, eine Harfe

### Musik
Conchita ist eine durchkomponierte Oper in der stilistischen Nachfolge und Weiterentwicklung des Verismo. Zandonai baute in die Oper einige Elemente der spanischen Volksmusik ein, die er wohl auf seiner Reise nach Spanien während der Arbeit an Conchita studierte und sich einverleibte.
Im Unterschied zum Libretto teilte Zandonai in der Partitur die Oper nicht in vier Akte, sondern in fünf Bilder. Deshalb widersprechen sich die Angaben zur Form der Oper.

### Libretto
Trotz dessen, dass die Librettisten die Handlung (besonders das Ende) in ihrer Brutalität abgemindert haben (so vergewaltigt Mateo in der Textvorlage Conchita, und stellt dann fest, dass sie bis dahin Jungfrau war) ist das Ende noch immer sehr drastisch. Während Puccini den Stoff wohl deshalb ablehnte, machte Zandonai diese Szene in großer Raffinesse den musikalisch-dramatischen Höhepunkt der Oper. Das originale Libretto sah ursprünglich 4 Akte (6 Bilder) vor, wohingegen Zandonai in der Partitur 5 Bilder angibt. So strich er das 2. Bild des 1. Aktes beinahe vollständig, nur der Ruf des Obstverkäufers ist erhalten geblieben.